# Putrajaya
Putrajaya (/putraˈdʒaja/ ou /putrəˈdʒajə/), officiellement le Territoire fédéral de Putrajaya (en malaisien : Wilayah Persekutuan Putrajaya), est une ville planifiée et le centre administratif fédéral de la capitale malaisienne. Elle est située à 20 km au sud de Kuala Lumpur, à laquelle elle est reliée par un train rapide, et à proximité de la nouvelle ville de Cyberjaya, spécialisée dans les nouvelles technologies, la « Silicon Valley asiatique », plus vaste que celle des États-Unis[réf. souhaitée]. Putrajaya est à la fois un territoire fédéral et une ville, divisé en vingt-et-une zones appelées precinct ou en malaisien presint.

## Historique
C'est le Premier ministre malaisien Mahathir bin Mohamad qui est à l'origine du projet qui doit être achevé en 2010. La ville s'étend sur 4 581 ha et 15 km de long, soustrait à l'État de Selangor. Elle est construite pour abriter 330 000 habitants (600 000 à terme) dont 76 000 fonctionnaires. Cette cité « intelligente » est entièrement gérée par informatique. Sortie de terre par le biais du travail de bulldozers ayant rasé des milliers d’hectares de plantations de palmiers à huile, la ville est le symbole des nouvelles bases solides et durables voulues par le gouvernement.
Près de 40 % de son territoire sont ainsi dévolus aux espaces verts. Parcs et jardins botaniques luxuriants sont disséminés un peu partout dans la ville. Le lac de Putrajaya, un des plus grands lacs artificiels du monde –  650 hectares – y a même été creusé et est alimenté par deux rivières qui ont été détournées.
Parmi les réalisations :
- La mosquée Putra, flanquée d'un minaret de 116 mètres, peut accueillir dix-mille croyants. L'immense coupole est en Kevlar ;
- La reconstitution du pont Alexandre-III de Paris et de six autres ponts prestigieux ;
- Le Perdana Putra, le somptueux palais en marbre abritant les bureaux du premier ministre ;
- le Seri Perdana, la résidence du premier ministre ;
- Le Millenium Monument (68 m) qui évoque l'hibiscus (Bunga raya), fleur nationale. Il rend hommage à l'histoire de la nation ;
- La mosquée Tuanku Mizan Zainal Abidin.

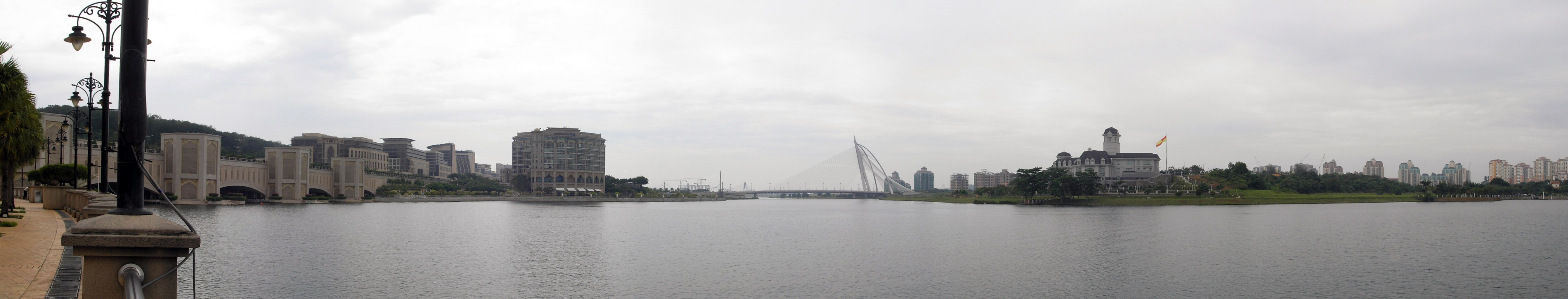
Vue panoramique de Putrajaya.

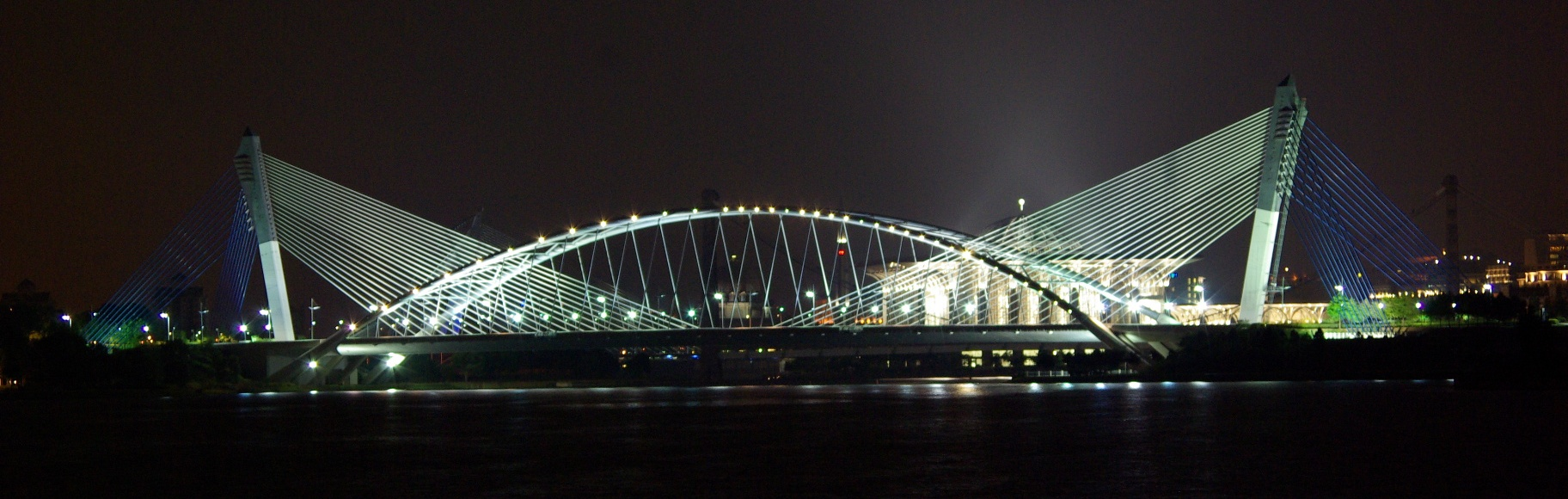
Le pont Seri Saujana de nuit.

## Population et société

### Démographie
Depuis 2010, l'évolution de la population de Putrajaya a été :
| 2010   | 2015   | 2020    | - | - |
| ------ | ------ | ------- | - | - |
| 68 361 | 88 300 | 109 202 | - | - |

| Histogramme de l'évolution démographique de Putrajaya |
|                                                       |

### Sports
La ville est connue pour avoir connu deux éditions de l'ePrix de Putrajaya disputées sur le circuit urbain de Putrajaya et comptant pour le championnat de Formule E FIA.

## Galerie

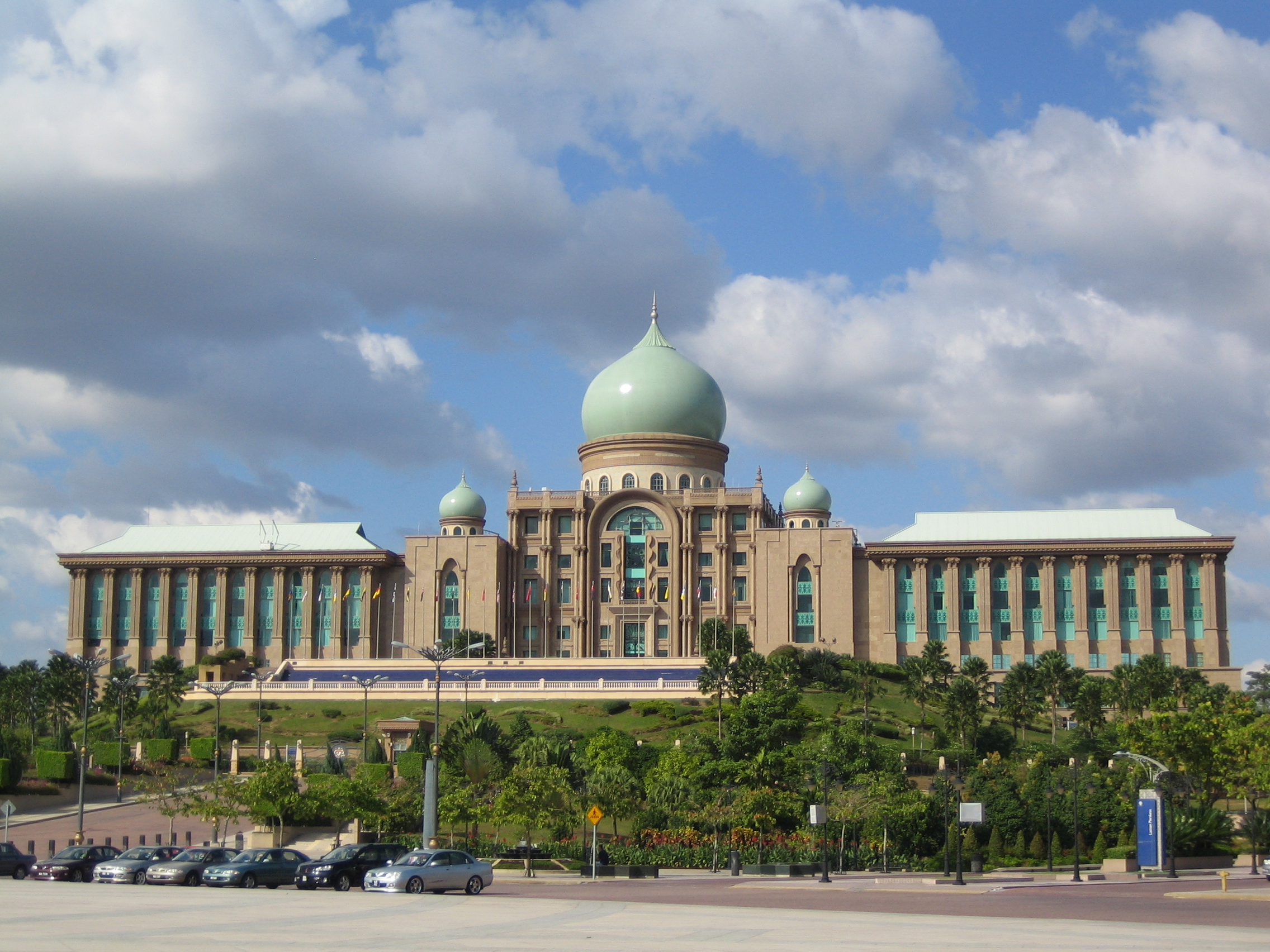
Perdana Putra abritant les services du Premier ministre.
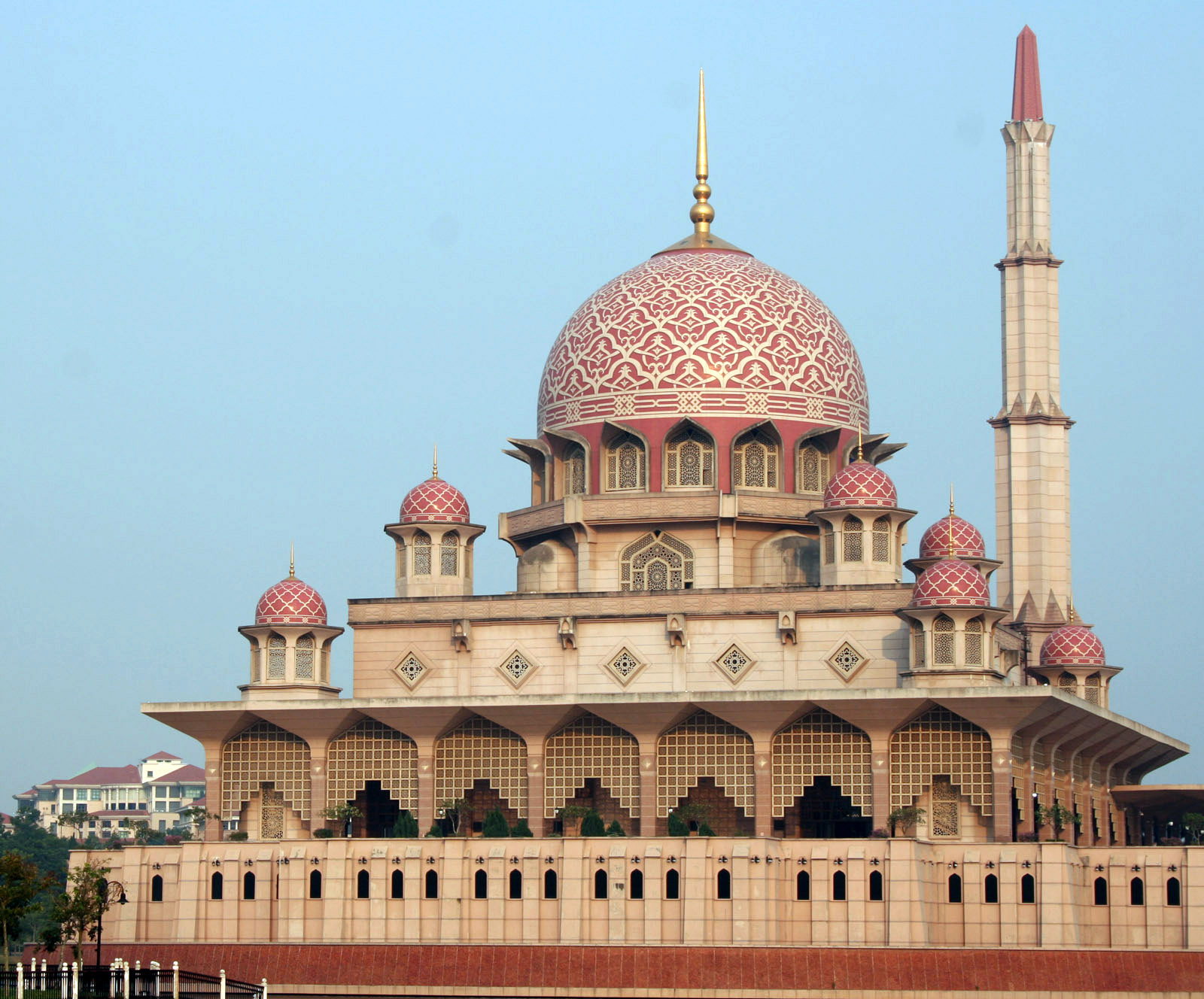
Mosquée de Putrajaya.
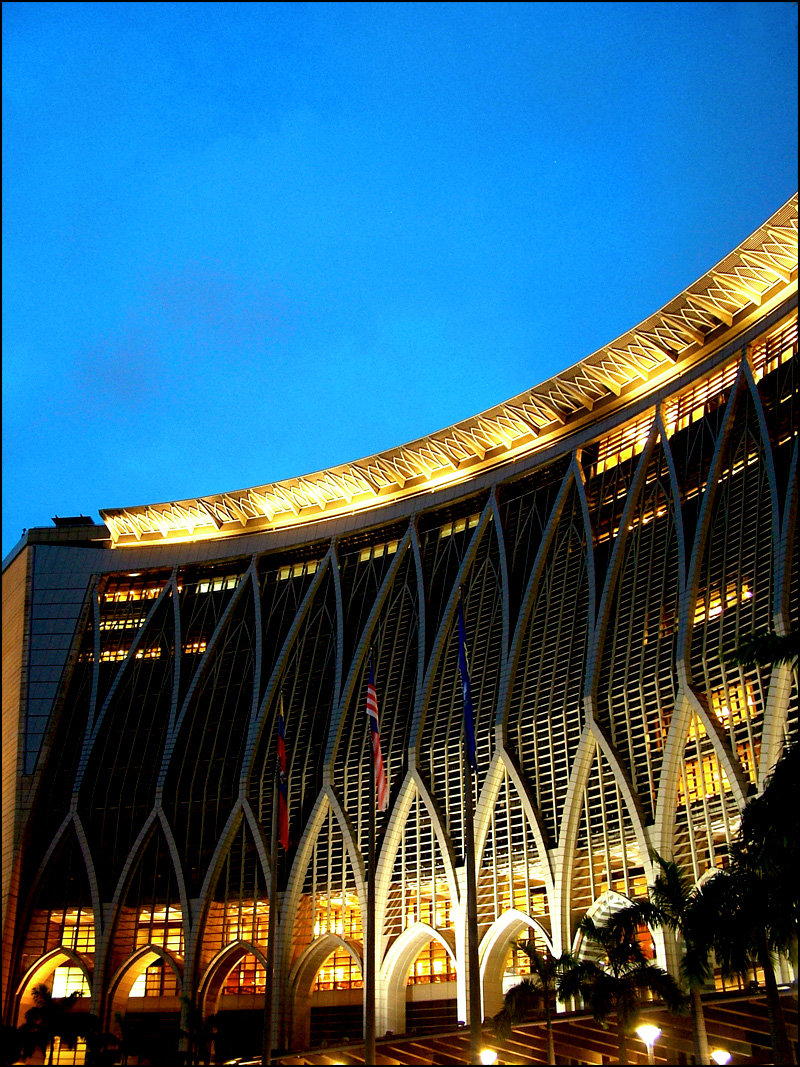
Complexe du Ministère des Finances.
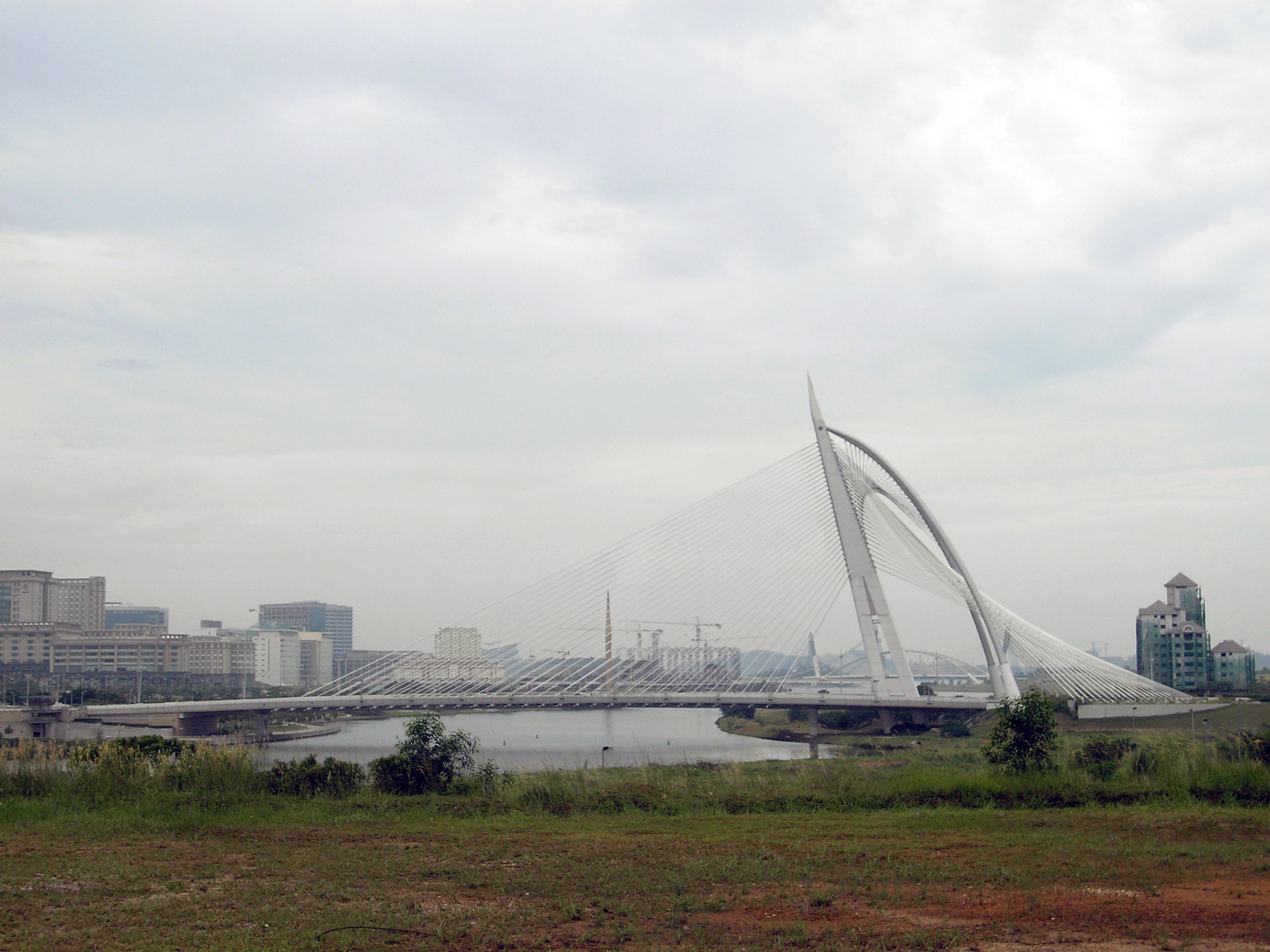
Pont Seri Wawasan.